# Hemiaspis
Hemiaspis – rodzaj jadowitych węży z podrodziny Hydrophiinae w obrębie rodziny zdradnicowatych (Elapidae).

## Zasięg występowania
Rodzaj obejmuje gatunki występujące w Australii. 

## Systematyka

### Etymologia
- Hemiaspis: gr. ἡμι- hēmi- „pół-, mały”, od ἡμισυς hēmisus „połowa”[6]; ασπις aspis, ασπιδος aspidos „tarcza”[7].
- Drepanodontis: gr. δρεπανον drepanon „krzywy miecz, szabla”, od δρεπανη drepanē „nóż ogrodniczy”, od δρεπω drepō „zrywać”[8]; οδους odous, οδοντος odontos „ząb”[9]. Gatunek typowy: Hoplocephalus damelii Günther, 1876.

### Podział systematyczny
Do rodzaju należą następujące gatunki:
- Hemiaspis damelii (Günther, 1876)
- Hemiaspis signata (Jan, 1859)